# Audience (Band)
Audience ist eine britische Artrockband, die von 1969 bis 1972 bestand und sich 2004 wiedervereinigte.

## Geschichte
Audience entstand 1969 aus der Soul-Band „Lloyd Alexander Real Estate“, die 1967 eine Single veröffentlicht hatte. Howard Werth (akustische Gitarre, Gesang), Keith Gemmell (Saxofon) und Trevor Williams (Bass, Gesang) schlossen sich mit dem Schlagzeuger Tony Connor zusammen. Bei Polydor erschien 1969 ihr Debütalbum Audience. Im gleichen Jahr schrieben sie die Musik zum Film Bronco Bullfrog.
Die folgenden Alben der Band erschienen bei Charisma Records. Die Single Indian Summer erreichte in den amerikanischen Billboard Hot 100 Platz 74. Nach einer US-Tour mit Rod Stewart und den Faces sowie Cactus verließ Gemmell die Gruppe. Der Rest der Band stellte noch das Album Lunch fertig, das 1972 erschien. Wenig später löste sich die Gruppe auf.
Howard Werth war 1973 als Nachfolger des verstorbenen Sängers Jim Morrison von den Doors im Gespräch, bevor deren Mitglieder beschlossen, die Band aufzulösen.
Ab 2004 traten Werth, Gemmell und Williams wieder gemeinsam als Audience auf. 2005 erschien ihr Live-Album alive & kickin' & screamin' & shoutin.

## Diskografie

### Studioalben
- 1969: Audience
- 1970: Friendʼs Friendʼs Friend
- 1971: The House on the Hill
- 1972: Lunch

### Kompilationen
- 1973: You Can't Beat Them
- 1992: Unchained

### Live-Album
- 2005: Alive & Kickin' & Screamin' & Shoutin'

### Singles
- 1971: Belladonna Moonshine / The Big Spell
- 1971: Indian Summer / It Brings a Tear / Priestess (#74 auf Billboard Hot 100)
- 1971: You're Not Smiling / Eye to Eye
- 1972: Stand by the Door / Thunder and Lightnin'